# Elaphropeza semibadia
Elaphropeza semibadia är en tvåvingeart som beskrevs av Quate 1960. Elaphropeza semibadia ingår i släktet Elaphropeza och familjen puckeldansflugor.
Artens utbredningsområde är Guam. Inga underarter finns listade i Catalogue of Life.